# Русское общество любителей мироведения
Ру́сское о́бщество люби́телей мирове́дения (РОЛМ) — общество любителей естественных и физико-математических знаний (мироведения, астрономии и геофизики), было внесено в Реестр обществ Санкт-Петербурга 13 (26) января 1909.

## Создание

План имения «Мирное». В левом нижнем углу для привязки изображено здание спасательной станции. Здесь родилась идея о создании РОЛМ.

Общество берёт своё начало от решения, принятого группой разносторонне образованных представителей петербургской интеллигенции. Собравшись летом 1908 года на даче протоиерея православной церкви Святой Екатерины Леонида Михайловича Тихомирова в его имении «Мирное» в посёлке Оллила (ныне Солнечное), они решили приступить к организации Общества и составлению его устава. Официальной датой основания Общества является 13 (26) января 1909 года, когда оно было внесено в реестр обществ Санкт-Петербурга. Фактически же его деятельность началась общим собранием 30 января того же года в квартире члена-учредителя Л. М. Тихомирова (находившейся в доме адмирала А. С. Грейга, на третьем этаже дома 40 по 1-й линии Васильевского острова).
Уставом были определены задачи Общества:

- Объединять любителей естественных и физико-математических знаний, оказывать им возможное содействие в их научных работах и тем поднять уровень и ценность их трудов.
- Распространять в широких слоях населения естественные и физико-математические знания и пробуждать интерес к задачам Общества в общественной среде.
- Производить научные изыскания и разработку вопросов, относящихся к области естественных и физико-математических наук.

Общество имело свою эмблему — древнеегипетское изображение крылатого солнца, а также свой гимн, сочинённый С. В. Муратовым и А. А. Чикиным со словами: «Свети же, крылатое солнце, сияй!»

### Учредители
Членами-учредителями являлись:
- Асенков, Сергей Петрович
- Баранов, Александр Иванович
- Бромирский, Анатолий Борисович
- Васильев, Михаил Михайлович
- Вишняков, Валериан Александрович

Дом адмиралов Грейгов на 1-й линии В. О. (современный вид). Здесь была реализована идея о создании РОЛМ.

Товарищ председателя РОЛМ С. В. Муратов

- Гельмбольдт, Екатерина Владимировна
- Глаголев, Митрофан Михайлович
- Казицын, Владимир Алексеевич
- Мошонкин, Михаил Яковлевич
- Муратов, Владимир Николаевич
- Муратов, Сергей Владимирович
- Оршинский, Николай Брунович
- Починков, Александр Александрович
- Пясецкий, Вячеслав Игнатьевич
- Санин, Николай Григорьевич
- Селецкий, Иван Осипович
- Тихомиров, Леонид Михайлович
- Чикин, Александр Андреевич
- Шенкман, Александр Тимофеевич
- Шульгин, Георгий Николаевич

Впоследствии восемь собраний Общества проводились в помещении петербургской Консерватории, предоставляемом благодаря сочувствию директора Консерватории Александра Константиновича Глазунова. В дальнейшем РОЛМ получил юридический адрес в здании института Лесгафта.
Товарищем Председателя был избран Сергей Владимирович Муратов, каковым и являлся в течение трёх сроков, после чего, по образованию астрономической секции РОЛМ в 1912 году (председателем которой стал Гавриил Адрианович Тихов), перешёл в неё в качестве учёного секретаря.

### Совет Общества
На конец 1927 года в совет Общества входили:
- Морозов, Николай Александрович, председатель
- Турчинович, Николай Терентьевич, товарищ председателя
- Казицын, Владим Алексеевич, секретарь
- Кузнецов, Николай Николвич, казначей
- Тихов, Гавриил Адрианович, председатель астрономической секции
- Муратов, Сергей Владимирович, заместитель председателя астрономической секции, зав. обсерваторией
- Мальцев, Владимир Александрович, секретарь астрономической секции
- Мультановский, Борис Помпеевич, председатель секции геофизики и фенологии
- Святский, Даниил Осипович, заместитель председателя секции геофизики и фенологии, редактор печатного органа
- Корчагин, Пётр Васильевич, секретарь секции геофизики и фенологии
- Руднев, Дмитрий Дмитриевич, председатель географической секции
- Егер Георгий Романович, секретарь географической секции
- Селиванов, Сергей Михайлович, председатель бюро научных наблюдений
- Прянишников, Василий Иосифович, председатель комиссии распространения научных знаний
- Граве, Сергей Людвигович, секретарь комиссии распространения научных знаний
- Мошонкин, Михаил Яковлевич
- Покровский, Константин Доримедонтович
- Смирнов, Николай Александрович
- Шанин, Николай Петрович
- Шаронов, Всеволод Васильевич
- Шенкман, Александр Тимофеевич.

## Уставная деятельность

Обсерватория РОЛМ на крыше Тенишевского училища в Петербурге

Мироведы пользовались благорасположением меценатки Марии Клавдиевны Тенишевой. Одной из научных станций Общества была обсерватория, размещённая на крыше Тенишевского училища на Моховой улице в Петербурге.
1 сентября 1919 года С. М. Селиванов, председатель Бюро научных наблюдений РОЛМ, обнаружил новую комету. Об этом открытии Народный комиссар по иностранным делам Г. В. Чичерин сообщил всему миру как об одном из достижений советской власти.
Особую роль в изучении истории астрономии играл Даниил Осипович Святский — один из самых активных членов Общества, крупнейший знаток истории астрономии и астральной мифологии.
Общество проводило большую популяризаторскую работу, участвовало в юбилейных выставках учреждений Главнауки в Москве и Ленинграде. К 10-летию октябрьской революции на ленинградской выставке, проходившей в Русском музее, были представлены работы всех отделов общества, его издания, фотоснимки двух экспедиций, наблюдавших солнечные затмения 1921 и 1927 годов, некоторые исторические документы. Были выставлены три телескопа: солнечный, коронограф и складной дорожный экваториал А. А. Чикина. В 1918 году произошло фактическое объединение РОЛМ с астрономической секцией Естественно-научного института им. П. Ф. Лесгафта как территориально (Совет РОЛМ имел свою резиденцию в том же здании на Торговой улице, что институт Лесгафта), так и с единым директором института, бывшим одновременно председателем Совета РОЛМ, — Н. А. Морозовым.
В начале 20-х годов … начался … поворот Русского астрономического общества (РАО) в сторону объединения с любителями, занимавшимися астрономией. В этом отношении характерно торжественное заседание РАО и РОЛМ 25 сентября 1927 г., посвященное юбилею  основателя РАО профессора Глазенапа. Сближение двух обществ было следствием необходимости приблизиться к запросам многочисленной армии любителей, нести в массы знания, вести пропаганду среди широких слоев населения).
Личные контакты между членами этих обществ начались много раньше. Так, товарищ председателя РОЛМ С . В. Муратов вступил в РАО ещё в 1908 г., а профессор С. П. Глазенап, председатель РАО (1893—1905), был членом РОЛМ. Характерным для РАО был доклад С. В. Муратова «Высокогорные обсерватории в Европе и Америке».
Совет Общества организовал работу с научной молодёжью. Занятия проводили наиболее опытные мироведы: С. В. Муратов, Д. О. Святский, С. М. Селиванов, Г. А. Тихов, В. В. Шаронов.

### I-й и II-й съезды любителей мироведения
В 1921 году в Петрограде проходил I Всероссийский съезд любителей мироведения, а с 25 по 30 июля 1928 года в Нижнем Новгороде состоялся II съезд любителей мироведения. Он принял предложение об организации федерации научно-любительских организаций по мироведению.

## Издательская деятельность
По инициативе Д. О. Святского стал выходить журнал «Известия РОЛМ», переименованный в 1917 году в «Мироведение» (1909—1937), в 1938 объединён с журналом «Наука и жизнь»)
Общество выпускало и другие издания. В частности, вышли книги Д. О. Святского «Под сводом хрустального неба», а также в 1915 году написанная по совету академика В. И. Вернадского книга «Астрономические явления в русских летописях» с приложением «Канона русских затмений», вычисленного молодым астрономом Вильевым. В этом «Каноне» сообщались все данные о солнечных и лунных затмениях в древней Руси и допетровской России с 1060 по 1715 год. Исследования академика П. П. Лазарева о влиянии электронных потоков на мозговую деятельность человека послужили Д. О. Святскому для научного обоснования связи между солнечными пятнами и революционными событиями.

## Гуманитарная и правозащитная деятельность
В годы разрухи Совет РОЛМ принимал действенные меры по сохранению кадров отечественной науки. Так, 5 июня 1919 года Совет РОЛМ принял в свои члены К. Э. Циолковского и ему, как члену научного общества, была назначена пенсия.
Это спасло его от голодной смерти в годы разрухи, так как 30 июня 1919 года Социалистическая академия не избрала его в свои члены и тем самым оставила без средств к существованию. Этот факт, а также членство в РОЛМ В. П. Глушко
, Н. А. Рынина и В. П. Ветчинкина послужили основанием для мнения, что без РОЛМ не было бы русской космонавтики.
В период выселения бывших помещиков и в последний период выселения кулачества Советом общества была проделана работа, приведшая на местах к отдельным срывам выселения. Под категорию выселяемых попали многие члены РОЛМ, и Совет общества брал их под свою защиту, снабжая соответствующими удостоверениями. Особенно обращает на себя внимание дух товарищеской взаимопомощи, характерный для мироведов, проявлявшийся в заботе о судьбе арестованных и оказании им материальной поддержки. Так, член общества В. А. Мальцев (арестованный позже описываемых событий) после того, как был арестован Святский, согласился занять его место в Институте им. Лесгафта с тем условием, чтобы получаемую зарплату целиком отдавать семье арестованного.
В перерыве между Красным террором и Большим террором в конце 20-х годов начались гонения на всевозможные творческие общества, союзы и кружки, ставшие реальной угрозой для берущей верх идеологии. Тогда мироведы демонстративно избрали почётным членом Общества графиню Софью Владимировну Панину (бывшую в составе Временного правительства товарищем министра народного образования) в знак протеста против её ареста и проведения показательного Первого советского политического процесса в декабре 1917 года.

## Мировоззрение и политические взгляды

Адрес Р. О. Л. М. Фламмариону

Ответ Фламмариона Совету РОЛМ

Идеологию Общества во многом определял его социальный состав, поскольку его «… бессменные идейные … руководители … в количестве 16 человек по своему социальному происхождению — все выходцы из социально-чуждой среды (большинство дворяне, из духовного звания и т. п.…)». К тому же заметную долю членов из провинции (около 600 человек), главным образом интересовавшихся фенологией, составляли крепкие земельные собственники («кулаки»).
 По своим политическим убеждениям почти все члены нашей группы были привержены монархии, некоторые, например Святский, имели незначительное расхождение…но…в повседневной жизни мы были сплочены и всегда действовали единодушно. В частности, по всем принципиальным и политическим вопросам…мы, то есть наша группа, прежде чем ставить вопрос на обсуждение на совете, собирались нелегально на совещание на частных квартирах…и уж на совете или собрании проводили его… Все наши предложения проводились обычно без возражений… Общество абсолютно не занималось антирелигиозной пропагандой… мы считали позорным заниматься антирелигиозной пропагандой, да и это неудобно перед заграничными учёными… К ответу папе Римскому мы также не присоединились, обсудив этот вопрос неофициальным порядком, мы пришли к тому мнению, что зачем мы будем присоединяться, когда папа прав и гонение на религию у нас в Советском союзе налицо… На этих же совещаниях, которые проходили на частных квартирах, мы занимались и разного рода антисоветскими разговорами, Например, говорилось, что Соввласть — это кучка насильников, что у нас гонения на научных работников и т. д. … Все политические кампании, проводимые Соввластью, мы игнорировали… В издаваемом нами журнале «Мироведение» мы придерживались этой же установки,…считая, что политику пусть пишут газеты…(по показаниям С. В. Муратова на следствии по делу РОЛМ)
В феврале 1912 года Совет РОЛМ направил известному французскому учёному Камиллу Фламмариону адрес в связи с исполнившимся 50-летним юбилеем его служения великой науке о Вселенной. Фламмарион, как никто из современных мироведам учёных, был близок им по духу, поскольку утверждал, в частности:
…В космосе существует динамическое начало, невидимое и неосязаемое, разлитое по всей Вселенной, независящее от видимой и весомой материи и действующее на неё. И в этом динамическом элементе зиждется разум выше нашего.
Для мироведов, исповедовавших веру в конечную целесообразность всего происходящего в мире и серьёзно изучавших историю развития понятий об устройстве мира в астрономии и её предшественнице — астрологии, эта позиция Фламмариона была вполне приемлема. Антирелигиозной пропагандой мироведы не занимались принципиально, считая её покушением на права человека, в частности на свободу совести. Члены общества вели себя лояльно к религиозным убеждениям окружающих, включая и своих членов, и в меру своих возможностей пытались дать научное обоснование известным явлениям, отнесённым к категории противоестественных, о чём, к примеру, свидетельствует фундаментальный «Христос» Морозова.

## Председатель Николай Александрович Морозов

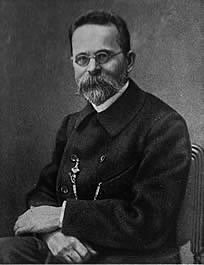
Н. А. Морозов в 1910 году

Письмо С. В. Муратова Н. А. Морозову

От имени учредителей РОЛМ С. В. Муратов пригласил на должность Председателя Общества известного народника, вышедшего в 1905 году по амнистии из заключения — Николая Александровича Морозова, имевшего негласный титул «Морозов Шлиссельбуржский».
Морозов был избран 30 января (12 февраля) 1910 г. и стал единственным его Председателем за все время существования Общества (до 1932 года). Со стороны Совета РОЛМ этот акт был обусловлен не только признанием заслуг Морозова перед наукой. Этим актом мироведы (так называли себя члены общества) недвусмысленно декларировали гражданскую позицию членов Общества.

Мы — дореволюционная интеллигенция, всегда стояли в оппозиции к существующему строю, так как это впитывается в плоть и кровь нашими родителями— Муратов С. В. Годы и люди

## Видные члены общества
К началу 30 годов Русское Общество Любителей Мироведения жило полнокровной общественно-научной жизнью и сделало большие успехи как в отношении численного роста своих членов, так и в области расширения и углубления тематики. Так, если в 1909 году в Обществе было всего около двадцати членов, то к 1929 году их число возросло до 2400. На 1927 год в его составе было 22 почётных члена, список которых говорит как о широте охвата вопросов, рассматриваемых обществом, так и о его месте в интеллектуальной жизни тогдашнего общества:

### Почётные члены
- Блажко, Сергей Николаевич
- Вильев, Михаил Анатольевич
- Витковский, Василий Васильевич
- Глазенап, Сергей Павлович
- Глазунов, Александр Константинович
- Горяинов, Гавриил Гавриилович
- Denning William Frederick
- Игнатьев, Павел Николаевич
- Казицын, Владимир Алексеевич
- Калитин, Николай Николаевич
- Кристи, Михаил Петрович
- Максутов, Дмитрий Дмитриевич
- Метальников, Сергей Иванович
- Морозов, Николай Александрович
- Мошонкин, Михаил Яковлевич
- Муратов, Сергей Владимирович
- Панина, Софья Владимировна графиня
- Петровский, Алексей Алексеевич
- Покровский, Константин Доримедонтович
- Святская, Мария Фёдоровна
- Святский, Даниил Осипович
- Тихов, Гавриил Адрианович
- Турчинович, Николай Терентьевич
- Циолковский, Константин Эдуардович
- Чикин, Александр Андреевич[2]

### Действительные члены
В списке действительных членов (общим числом 583) общества находились: С. П. Асенков, И. С. Астапович, А. А. Веселовский, Б. А. Воронцов-Вельяминов, Б. Л. Дзердзиевский, Е. Л. Кринов, Д. Д. Максутов, В. А. Мальцев, Д. О. Мохнач, П. П. Паренаго, Я. И. Перельман, Н. А. Ростовцев, Н. Н. Сытинская, В. А. Фаас, В. В. Федынский, A. Е. Ферсман, В. Г. Фесенков, В. П. Цесевич, В. В. Шаронов, М. С. Эйгенсон, Е. Г. Яхонтов.

### Члены-корреспонденты
Среди 17 членов-корреспондентов Общества имелись такие имена: В. П. Глушко, Н. А. Козырев, Б. В. Кукаркин, В. П. Ветчинкин, М. А. Величковский, Н. И. Идельсон, Л. А. Кулик, Н. П. Смирнов, Г. А. Шайн.

### Научные корреспонденты и наблюдатели
Число наблюдателей, научных корреспондентов и сотрудников, не состоявших членами Общества, составляло более 1000, из которых 495 человек и 39 организаций доставляли наблюдения более регулярно. Среди них выделяется имя В. А. Амбарцумяна. 14 ноября 1919 года устав РОЛМ был зарегистрирован подотделом гражданских дел отдела управления Петроградского совета рабочих и красноармейских депутатов, и общество было внесено в реестр обществ и союзов под номером 53.

## Разгром общества
Русское общество любителей мироведения, несмотря на проводимую большую и должным образом документально оформленную практическую работу, результаты которой регулярно публиковались, имело характер европейского клуба по интересам, в котором установились дружеские неформальные отношения между членами. Это стало более несовместимо с его разросшейся структурой и численностью, а также взявшими верх тенденциями в развитии политической жизни государства.
В 1930-х годах РОЛМ прекратило своё функционирование из-за репрессий. Поводом к этому послужил попавший в ОГПУ дневник учёного секретаря РОЛМ В. А. Казицина, в котором нашла отражение критика действий властей членами общества.
В 1931 году, по результатам проведённого следствия, охранительными органами было принято решение о существовании в руководстве Общества «контр-революционной группировки» и виновности ряда его членов в преступлениях, предусмотренных ст. 58-11 Уголовного кодекса. После этого дело было передано на коллегию ОГПУ для внесудебного разбирательства. В результате ряд членов РОЛМ был направлен в лагеря, другие пошли в ссылку или же подверглись административным преследованиям. В дальнейшем, в годы Большого террора членство в обществе стало поводом для уничтожения. Так 20 января 1938 года был расстрелян Дмитрий Иванович Еропкин, учёный секретарь комиссии по исследованию Солнца.
Многие из осуждённых были реабилитированы лишь в годы Перестройки посмертно. Судьба значительной их части неизвестна. Морозов не был репрессирован, а отправлен в своё бывшее имение Борок. Само же Общество решением административного отдела Ленгубисполкома в 1932 году было закрыто.